# Couscous Waigeou
Spilocuscus papuensis
Espèce
Répartition géographique
Statut de conservation UICN

 VU D2 : Vulnérable
Statut CITES
Le couscous Waigeou (Spilocuscus papuensis) est une espèce de  marsupiaux de la famille des Phalangeridae. Il est endémique à l'île de Waigeo en Indonésie. À la différence des autres membres de son genre, mâle et femelle sont blancs avec des taches noires. Il reste assez commun mais son petit territoire de répartition le rend vulnérable à la perte de son habitat et à la chasse.